# Mücheln (Geiseltal)
Mücheln (Geiseltal)ⓘ − miasto w Niemczech, w kraju związkowym Saksonia-Anhalt, w powiecie Saale.
Do 30 czerwca 2007 miasto należało do powiatu Merseburg-Querfurt.
W St. Ulrich (od 1939 dzielnica miasta) urodził się polsko-saski dworzanin Henryk August Breitenbauch.

## Geografia
Miasto położone jest na południowy zachód od Merseburga.
1 stycznia 2010 w granicach administracyjnych miasta znalazła się gmina Oechlitz, rozwiązano wówczas także wspólnotę administracyjną Oberes Geiseltal.

## Zabytki
- Kościół św. Michała w stylu romańskim
- Kościół św. Brunona (katolicki)
- Kościół św. Jakuba (luterański)
- Pałac na wodzie w St. Ulrich
- Ogród barokowy w St. Ulrich

## Współpraca
Miejscowości partnerskie:
- Bois-d’Arcy, Francja
- Hemsbach, Badenia-Wirtembergia
- Rudno nad Hronom, Słowacja